# Centre d'information régional sur les drogues et les dépendances
Les centres d’information et de ressources sur les drogues et les dépendances (CIRDD) sont créés, en France, au niveau départemental, interdépartemental ou régional. Leur but est de mettre à disposition des acteurs locaux de la lutte et de la prévention en matière de drogues, des moyens de documentations, d'informations et d'observations.
Chaque centre est indépendant et libre de choisir librement sa politique et ses priorités.
Ces centres ont en général été créés à partir de structures déjà existantes et sont financés avant tout par l'État mais peuvent bénéficier de financements locaux.